# Župna crkva sv. Andrije Apostola u Viljevu
Župna crkva Sv. Andrije apostola u Viljevu je prema podacima iz šematizma Pečujske biskupije iz 1883. sagrađena 1280. godine.
Apostolski vizitator, isusovac Bartol Kašić, za vrijeme svog pohoda Viljevu i okolnim selima 1618. kaže za ovu crkvu da ima krov, ali je bez prozora i vrata te da u njoj dugo nije bila služena misa, no unatoč tome poziva vjernike na pričest u ovu središnju crkvu Sv. Andrije apostola. 
Prema biskupu Marijanu Maraviću (1647.) na području župe je postojala i druga crkva, crkva Sv. Petra, koja je postojala na području današnjeg hatara Staro Viljevo. U toj crkvi je biskup Maravić služio svečanu misu, propovijedao i krizmao vjernike.
Oko 1760. godine crkva Sv. Andrije je obnovljena, kor je sazidan 1837., a 1843., crkva se ponovno obnavlja, na nju se nadograđuje takozvani oratorij. Tri godine kasnije podižu se u crkvi dva pokrajnja oltara, a crkva i zvonik se prekrivaju limom.
Viljevačka općina nabavila je 1852. godine za župnu crkvu orgulje koje se i danas nalaze u crkvi no nisu u funkciji. U razdoblju od tada do danas crkva Sv. Andrije je bila izložena čitavom nizu građevinskih promjena. Zadnji popravak ove crkve započeo je 2001. godine, sadašnji župnik Vlado Karačić, kada je crkva obnovljena izvana, a obavljeni su i drugi potrebni popravci.